# Bechir Sylvain
Bechir Sylvain est un acteur américano-haïtien né le 16 septembre 1981 à Boston au Massachusetts.

## Filmographie

### Cinéma
- 2004 : The Bahama Hustle : Ace
- 2007 : Mysterious : Ulysses Grande
- 2007 : Three Days to Vegas : un golfeur
- 2007 : Leonard : l'agent du FBI Rodge
- 2008 : Lend a Hand : le père en colère
- 2009 : Know Thy Enemy : Jason
- 2011 : Lover : Mike
- 2012 : Franchise
- 2012 : A Tweet from Heaven : Tyrone
- 2012 : Much Ado About Mr. GQ : Denzel
- 2013 : The Ultimate Life : Hamilton jeune
- 2013 : ABC Discovers: Los Angeles Talent Showcase
- 2013 : Clippings : Breezy
- 2014 : Life After Beth : un haïtien
- 2015 : Emergency Contact : un patient
- 2015 : Driving While Black : Jack Sparrow noir
- 2016 : The Lobby : Mac
- 2016 : Serial Dater : Justin Avery
- 2016 : Open House on Beverly : l'agent de talent
- 2017 : Call Me King : Rolin
- 2017 : Fight Your Way Out : un stagiaire
- 2018 : Survivor 9 : Fundi
- 2018 : A Stone Cold Christmas : Joe Miller
- 2019 : Boxer : Frank
- 2019 : Run : Cola
- 2020 : Id : Ronald
- 2020 : Ezili : Richard
- 2021 : Soñadora : Franco
- 2022 : Immanence : l'homme possédé
- 2022 : Holiday Hideaway : Kevin
- 2023 : Dark Lullabies: An Anthology by Michael Coulombe : Richard
- 2023 : A Haitian Wedding
- 2023 : The Maze : Jacob
- 2023 : Mountains : Dominique
- 2023 : AL : Jerome
- 2025 : The Late Night Creep : un officier
- 2025 : Jurassic World : Renaissance : LeClerc
- 2026 : On the Walkstreet : Tony

### Télévision
- 2007 : Burn Notice (1 épiode)
- 2010-2012 : Love That Girl! : S.A.M. et Marc (4 épisodes)
- 2013 : On the Set wth Judy Kerr : plusieurs personnages (7 épisodes)
- 2013 : How Men Become Dogs : Hamlin (10 épisodes)
- 2010-2013 : Make It Happen : Carl Sylvain (4 épisodes)
- 2015 : Mulaney : Bobby (1 épisode)
- 2016 : Angel from Hell : Kevin (1 épisode)
- 2016 : La Fête à la maison : 20 Ans après : Kyle (1 épisode)
- 2016 : The Frenchies : Bechir (1 épisode)
- 2016 : Les Thunderman : Officier Martin (1 épisode)
- 2016 : Uncle Buck : Roger (1 épisode)
- 2017 : Grace et Frankie : Chuck (1 épisode)
- 2017 : Very Bad Nanny : Dr Reissman (1 épisode)
- 2017 : Black-ish : Greg (1 épisode)
- 2018 : Chicago Police Department : Wes (1 épisode)
- 2018 : Better Call Saul : un ouvrier (1 épisode)
- 2019-2021 : Bigger : Willy (10 épisodes)
- 2019-2022 : Claws : EJ (6 épisodes)
- 2021 : This Is Us : Jace (1 épisode)
- 2021 : Black Summer : Braithwaite (2 épisodes)
- 2022 : S.W.A.T. : Fred (1 épisode)
- 2022 : The Rookie: Feds : Inspecteur Denby (1 épisode)
- 2024 : Diarra from Detroit : Roman (5 épisodes)
- 2024 : Black Mafia Family : Glock (5 épisodes)
- 2025 : Trayizon : Détective Augustin (1 épisode)

### Jeu vidéo
- 2020 : Cyberpunk 2077
- 2023 : Cyberpunk 2077: Phantom Liberty